# Haliclona varia
Haliclona varia är en svampdjursart som beskrevs av William Lundbeck 1902. Haliclona varia ingår i släktet Haliclona och familjen Chalinidae. Inga underarter finns listade i Catalogue of Life.